# Marty Calder
Martin James „Marty” Calder (ur. 25 stycznia 1967 w St. Catharines) – kanadyjski zapaśnik w stylu wolnym. Dwukrotny olimpijczyk. Jedenasty w Barcelonie 1992 i siódmy w Atlancie 1996. Walczył w kategorii 62–63 kg.
Pięciokrotny uczestnik mistrzostw świata, piąty w 1993. Trzeci w Pucharze Świata w 1991 i 1994; czwarty w 1997; piąty w 1993 i 1995. Zdobył brązowy medal na igrzyskach panamerykańskich w 1999. Dwa medale na mistrzostwach panamerykańskich, złoto w 1998. Zwyciężył na Igrzyskach Wspólnoty Narodów w 1994 roku.